# Masters de tennis féminin 2015
Le masters de tennis féminin est un tournoi de tennis professionnel. Il réunit, à la fin de la saison, les huit meilleures joueuses du classement WTA depuis le début de l'année. L'édition féminine 2015, classée en catégorie Masters, s'est déroulée du 25 octobre au 1er novembre 2015.
Agnieszka Radwańska remporte l'épreuve en simple. En finale, elle bat Petra Kvitová, et décroche ainsi le 17e titre en simple de sa carrière sur le circuit WTA, son premier Masters.
L'épreuve de double voit quant à elle s'imposer Martina Hingis et Sania Mirza.

## Primes et points
| Tour                             | Prime         | Points |
| -------------------------------- | ------------- | ------ |
| Cumul pour le vainqueur invaincu | 2 360 000 $   | 1500   |
| Pour la victoire en finale       | + 1 160 000 $ | + 450  |
| Pour la victoire en demi-finale  | + 550 000 $   | + 360  |
| Pour les demi-finalistes         | + 40 000 $    | –      |
| Pour chaque match de poule gagné | + 153 000 $   | + 160  |
| Pour chaque participante         | 151 000 $     | 210    |
| Pour chaque remplaçante          | 68 000 $      | –      |

| Tour                             | Prime       | Points |
| -------------------------------- | ----------- | ------ |
| Cumul pour le vainqueur invaincu | 500 000 $   | 1500   |
| Pour la victoire en finale       | + 240 000 $ | + 450  |
| Pour la victoire en demi-finale  | + 102 500 $ | + 360  |
| Pour les demi-finalistes         | + 7 500 $   | –      |
| Pour chaque match de poule gagné | + 25 000 $  | + 160  |
| Pour chaque participante         | 75 000 $    | 210    |
| Pour chaque remplaçante          | 25 000 $    | –      |

## Faits marquants
- On note le forfait de la no 1 mondiale et tenante du titre, l'Américaine Serena Williams, qui a mis un terme à sa saison pour récupérer et préparer la saison prochaine[3].
- Garbiñe Muguruza et Lucie Šafářová ont réussi la performance de se qualifier pour le Masters en simple et en double. Muguruza est 3e au classement WTA Race en simple et 10e en double (avec sa compatriote Carla Suárez Navarro) alors que Šafářová s'est qualifiée en finissant 9e à la Race  en simple et 2e en double (avec l'Américaine Bethanie Mattek-Sands). Elles s'affronteront d'ailleurs deux fois puisqu'elles se retrouvent dans le même groupe sur les deux tableaux.
- Flavia Pennetta termine sa carrière à la fin du tournoi.
- En simple comme en double, toutes les joueuses ont remporté au moins un match au cours de la phase de poules.

## Fonctionnement de l'épreuve
L'épreuve se dispute selon les modalités dites du « round robin ». Les huit meilleures joueuses de la saison sont séparées en deux groupes de quatre : un groupe dit « blanc » et l'autre « rouge ». S'affrontant toutes entre elles, seules les deux premières joueuses de chacun des groupes sont conviées en demi-finale, avant l'ultime confrontation pour le titre.
Le tournoi de double dames regroupe les huit paires les plus performantes de l'année. Cette année, les huit meilleures paires de la saison sont également séparées en  deux groupes de quatre, contrairement aux années précédentes où il s'agissait d'un tournoi classique à élimination directe (quart de finale, demi-finale, finale).
Pour départager les joueuses (ou équipes) dans les groupes, le premier critère est le nombre de matchs remportés puis le nombre de matchs joués. Si deux joueuses sont à égalité, leur confrontation directe les départage. Si trois joueuses sont à égalité, on compare le pourcentage de sets gagnés puis le pourcentage de jeux gagnés.

## Résultats en simple

### Participantes
| Ordre de qualification | Classement WTA Race | Date de qualification | Meilleure performance | Joueuse             | Résultat    |
| ---------------------- | ------------------- | --------------------- | --------------------- | ------------------- | ----------- |
| 1                      | -                   | 6 juillet 2015        | V (5)                 | Serena Williams     | Forfait     |
| 2                      | 1                   | 3 septembre 2015      | F (1)                 | Simona Halep        | RR (1V, 2D) |
| 3                      | 3                   | 10 septembre 2015     | V (1)                 | Maria Sharapova     | DF (3V, 1D) |
| 4                      | 2                   | 8 octobre 2015        | -                     | Garbiñe Muguruza    | DF (3V, 1D) |
| 5                      | 4                   | 14 octobre 2015       | V (1)                 | Petra Kvitová       | F (2V, 3D)  |
| 6                      | 5                   | 18 octobre 2015       | DF (2)                | Agnieszka Radwańska | V (3V, 2D)  |
| 7                      | 6                   | 21 octobre 2015       | RR (2)                | Angelique Kerber    | RR (1V, 2D) |
| 8                      | 7                   | 21 octobre 2015       | -                     | Flavia Pennetta     | RR (1V, 2D) |
| 9                      | 8                   | 22 octobre 2015       | -                     | Lucie Šafářová      | RR (1V, 2D) |

| Classement WTA Race | Joueuse              | Résultat |
| ------------------- | -------------------- | -------- |
| 10                  | Venus Williams       | -        |
| 11                  | Carla Suárez Navarro | -        |

| Joueuse             | SH  | MS   | GM  | PK  | AR   | AK  | FP  | LS  | % victoires | Saison |
| ------------------- | --- | ---- | --- | --- | ---- | --- | --- | --- | ----------- | ------ |
| Simona Halep        |     | 0-5  | 1-2 | 2-0 | 4-4  | 3-0 | 1-4 | 3-1 | 46,7        | 48-15  |
| Maria Sharapova     | 5-0 |      | 3-0 | 6-3 | 12-2 | 4-3 | 2-3 | 4-2 | 73,5        | 34-8   |
| Garbiñe Muguruza    | 2-1 | 0-3  |     | 0-0 | 4-2  | 3-3 | 3-0 | 0-1 | 54,5        | 38-18  |
| Petra Kvitová       | 0-2 | 3-6  | 0-0 |     | 6-2  | 4-2 | 3-4 | 7-0 | 59,0        | 35-13  |
| Agnieszka Radwańska | 4-4 | 2-12 | 2-4 | 2-6 |      | 6-5 | 5-3 | 1-4 | 36,7        | 43-23  |
| Angelique Kerber    | 0-3 | 3-4  | 3-3 | 2-4 | 5-6  |     | 2-4 | 1-1 | 39,0        | 48-19  |
| Flavia Pennetta     | 4-1 | 3-2  | 0-3 | 4-3 | 3-5  | 4-2 |     | 1-4 | 48,7        | 27-16  |
| Lucie Šafářová      | 1-3 | 2-4  | 1-0 | 0-7 | 4-1  | 1-1 | 4-1 |     | 43,3        | 31-18  |

### Groupe Rouge
- Simona Halep (no 1)
- Maria Sharapova (no 3)
- Agnieszka Radwańska (no 5)
- Flavia Pennetta (no 7)

#### Résultats
| Date            | Vainqueur           | Adversaire          | Score         | Durée      |
| --------------- | ------------------- | ------------------- | ------------- | ---------- |
| 25 octobre 2015 | Simona Halep        | Flavia Pennetta     | 6-0, 6-3      | 1 h 10 min |
| 25 octobre 2015 | Maria Sharapova     | Agnieszka Radwańska | 4-6, 6-3, 6-4 | 2 h 47 min |
| 27 octobre 2015 | Flavia Pennetta     | Agnieszka Radwańska | 7-65, 6-4     | 1 h 39 min |
| 27 octobre 2015 | Maria Sharapova     | Simona Halep        | 6-4, 6-4      | 1 h 54 min |
| 29 octobre 2015 | Agnieszka Radwańska | Simona Halep        | 7-65, 6-1     | 1 h 44 min |
| 29 octobre 2015 | Maria Sharapova     | Flavia Pennetta     | 7-5, 6-1      | 1 h 27 min |

#### Classement
| Rang poule | Classement WTA Race | Joueuse             | Match(s) G-P | Set(s) G-P | Jeux G-P     |
| ---------- | ------------------- | ------------------- | ------------ | ---------- | ------------ |
| 1          | 3                   | Maria Sharapova     | 3-0          | 6-1 (86 %) | 41-27 (60 %) |
| 2          | 5                   | Agnieszka Radwańska | 1-2          | 3-4 (43 %) | 36-36 (50 %) |
| 3          | 1                   | Simona Halep        | 1-2          | 2-4 (33 %) | 27-28 (49 %) |
| 4          | 7                   | Flavia Pennetta     | 1-2          | 2-4 (33 %) | 22-35 (39 %) |

### Groupe Blanc
- Garbiñe Muguruza (no 2)
- Petra Kvitová (no 4)
- Angelique Kerber (no 6)
- Lucie Šafářová (no 8)

#### Résultats
| Date            | Vainqueur        | Adversaire       | Score         | Durée      |
| --------------- | ---------------- | ---------------- | ------------- | ---------- |
| 26 octobre 2015 | Garbiñe Muguruza | Lucie Šafářová   | 6-3, 7-64     | 1 h 56 min |
| 26 octobre 2015 | Angelique Kerber | Petra Kvitová    | 6-2, 7-63     | 1 h 45 min |
| 28 octobre 2015 | Petra Kvitová    | Lucie Šafářová   | 7-5, 7-5      | 1 h 47 min |
| 28 octobre 2015 | Garbiñe Muguruza | Angelique Kerber | 6-4, 6-4      | 1 h 38 min |
| 30 octobre 2015 | Garbiñe Muguruza | Petra Kvitová    | 6-4, 4-6, 7-5 | 2 h 33 min |
| 30 octobre 2015 | Lucie Šafářová   | Angelique Kerber | 6-4, 6-3      | 1 h 27 min |

#### Classement
| Rang poule | Classement WTA Race | Joueuse          | Match(s) G-P | Set(s) G-P | Jeux G-P     |
| ---------- | ------------------- | ---------------- | ------------ | ---------- | ------------ |
| 1          | 2                   | Garbiñe Muguruza | 3-0          | 6-1 (86 %) | 42-32 (57 %) |
| 2          | 4                   | Petra Kvitová    | 1-2          | 3-4 (43 %) | 37-40 (48 %) |
| 3          | 8                   | Lucie Šafářová   | 1-2          | 2-4 (33 %) | 31-34 (48 %) |
| 4          | 6                   | Angelique Kerber | 1-2          | 2-4 (33 %) | 28-32 (47 %) |

### Tableau final
|  |                     |            |                     |            |               |     |   |        |        |        |        |        |
|  | 1/2 finale          | 1/2 finale | 1/2 finale          | 1/2 finale | 1/2 finale    |     |   | Finale | Finale | Finale | Finale | Finale |
|  |                     |            | 1 h 49 min          |            |               |     |   |        |        |        |        |        |
|  |                     |            |                     |            |               |     |   |        |        |        |        |        |
|  | Maria Sharapova     | (3)        | 3                   | 63         |               |     |   |        |        |        |        |        |
|  | Maria Sharapova     | (3)        | 3                   | 63         | 2 h 5 min     |     |   |        |        |        |        |        |
|  | Petra Kvitová       | (4)        | 6                   | 7          |               |     |   |        |        |        |        |        |
|  | Petra Kvitová       | (4)        | 6                   | 7          | Petra Kvitová | (4) | 2 | 6      | 3      |        |        |        |
|  |                     |            | 2 h 38 min          |            | Petra Kvitová | (4) | 2 | 6      | 3      |        |        |        |
|  |                     |            | Agnieszka Radwańska | (5)        | 6             | 4   | 6 |        |        |        |        |        |
|  | Garbiñe Muguruza    | (2)        | Agnieszka Radwańska | (5)        | 6             | 4   | 6 | 7      | 3      | 5      |        |        |
|  | Garbiñe Muguruza    | (2)        |                     |            |               |     |   | 7      | 3      | 5      |        |        |
|  | Agnieszka Radwańska | (5)        | 65                  | 6          | 7             |     |   |        |        |        |        |        |
|  | Agnieszka Radwańska | (5)        | 65                  | 6          | 7             |     |   |        |        |        |        |        |

### Classement final
| Résultat       | Classement WTA Race | Joueuse             | Match(s) G-P | Set(s) G-P | Jeux G-P | Points gagnés | Nouveau rang |
| -------------- | ------------------- | ------------------- | ------------ | ---------- | -------- | ------------- | ------------ |
| Vainqueur      | 5                   | Agnieszka Radwańska | 3-2          | 7-6        | 71-62    | 1180          | 5            |
| Finaliste      | 4                   | Petra Kvitová       | 2-3          | 6-6        | 61-65    | 730           | 6            |
| Demi-finaliste | 2                   | Garbiñe Muguruza    | 3-1          | 7-3        | 57-51    | 690           | 3            |
| Demi-finaliste | 3                   | Maria Sharapova     | 3-1          | 6-3        | 50-40    | 690           | 4            |
| Poule          | 1                   | Simona Halep        | 1-2          | 2-4        | 27-28    | 370           | 2            |
| Poule          | 7                   | Flavia Pennetta     | 1-2          | 2-4        | 22-35    | 370           | 7            |
| Poule          | 8                   | Lucie Šafářová      | 1-2          | 2-4        | 31-34    | 370           | 8            |
| Poule          | 6                   | Angelique Kerber    | 1-2          | 2-4        | 28-32    | 370           | 9            |

## Résultats en double

### Parcours
| Ordre de qualification | Classement WTA Race | Date de qualification | Meilleure performance | Équipe                                | Points | Saison (titres) | Résultat            |
| ---------------------- | ------------------- | --------------------- | --------------------- | ------------------------------------- | ------ | --------------- | ------------------- |
| 1                      | 1                   | 11 juillet 2015       | V (2) V (1)           | Martina Hingis Sania Mirza            | 10 085 | 50-7 (8)        | Victoire            |
| 2                      | 2                   | 16 août 2015          | - -                   | Bethanie Mattek-Sands Lucie Šafářová  | 6 390  | 28-4 (4)        | RR (1V, 2D)         |
| 3                      | 3                   | 15 septembre 2015     | - DF (2)              | Casey Dellacqua Yaroslava Shvedova    | 5 111  | 24-7 (1)        | forfait             |
| 4                      | 4                   | 15 septembre 2015     | F (1) F (1)           | Ekaterina Makarova Elena Vesnina      | 4 586  | 26-10 (0)       | forfait             |
| 5                      | 5                   | 5 octobre 2015        | - -                   | Timea Babos Kristina Mladenovic       | 4 340  | 31-14 (3)       | RR (1V, 2D)         |
| 6                      | 6                   | 8 octobre 2015        | - F (3)               | Caroline Garcia Katarina Srebotnik    | 3 705  | 31-17 (1)       | RR (1V, 2D)         |
| 7                      | 6                   | 9 octobre 2015        | - DF (1)              | Chan Hao-ching Chan Yung-jan          | 3 705  | 28-9 (3)        | 1/2 finale (2V, 2D) |
| 8                      | 8                   | 17 octobre 2015       | QF (1) QF (1)         | Raquel Kops-Jones Abigail Spears      | 3 380  | 30-16 (3)       | RR (1V, 2D)         |
| 9                      | 9                   | 20 octobre 2015       | F (1) F (1)           | Andrea Hlaváčková Lucie Hradecká      | 3 130  | 32-17 (0)       | 1/2 finale (1V, 3D) |
| 10                     | 10                  | 22 octobre 2015       | QF (1) QF (1)         | Garbiñe Muguruza Carla Suárez Navarro | 3 100  | 22-10 (2)       | Finale              |

### Groupe rouge
- Martina Hingis 
 Sania Mirza (no 1)
- Tímea Babos 
 Kristina Mladenovic (no 4)
- Raquel Kops-Jones 
 Abigail Spears (no 6)
- Andrea Hlaváčková
 Lucie Hradecká (no 7)

#### Résultats
| Date            | Vainqueur                        | Adversaire                       | Score            | Durée      |
| --------------- | -------------------------------- | -------------------------------- | ---------------- | ---------- |
| 25 octobre 2015 | Andrea Hlaváčková Lucie Hradecká | Tímea Babos Kristina Mladenovic  | 6-2, 6-1         | 56 min     |
| 26 octobre 2015 | Martina Hingis Sania Mirza       | Raquel Kops-Jones Abigail Spears | 6-4, 6-2         | 1 h 15 min |
| 28 octobre 2015 | Tímea Babos Kristina Mladenovic  | Raquel Kops-Jones Abigail Spears | 7-65, 6-2        | 1 h 20 min |
| 28 octobre 2015 | Martina Hingis Sania Mirza       | Andrea Hlaváčková Lucie Hradecká | 6-3, 6-4         | 1 h 16 min |
| 30 octobre 2015 | Martina Hingis Sania Mirza       | Tímea Babos Kristina Mladenovic  | 6-4, 7-5         | 1 h 31 min |
| 30 octobre 2015 | Raquel Kops-Jones Abigail Spears | Andrea Hlaváčková Lucie Hradecká | 6-3, 3-6, [11-9] | 1 h 35 min |

#### Classement
| Rang poule | Classement WTA Race | Équipe                           | Match(s) G-P | Set(s) G-P  | Jeux G-P     |
| ---------- | ------------------- | -------------------------------- | ------------ | ----------- | ------------ |
| 1          | 1                   | Martina Hingis Sania Mirza       | 3-0          | 6-0 (100 %) | 37-22 (63 %) |
| 2          | 9                   | Andrea Hlaváčková Lucie Hradecká | 1-2          | 3-4 (43 %)  | 28-25 (53 %) |
| 3          | 5                   | Tímea Babos Kristina Mladenovic  | 1-2          | 2-4 (33 %)  | 25-33 (43 %) |
| 4          | 8                   | Raquel Kops-Jones Abigail Spears | 1-2          | 2-5 (29 %)  | 24-34 (41 %) |

### Groupe blanc
- Bethanie Mattek-Sands 
 Lucie Šafářová (no 2)
- Chan Hao-ching 
 Chan Yung-jan (no 3)
- Caroline Garcia 
 Katarina Srebotnik (no 5)
- Garbiñe Muguruza 
 Carla Suárez Navarro (no 8)

#### Résultats
| Date            | Vainqueur                             | Adversaire                            | Score        | Durée      |
| --------------- | ------------------------------------- | ------------------------------------- | ------------ | ---------- |
| 25 octobre 2015 | Bethanie Mattek-Sands Lucie Šafářová  | Garbiñe Muguruza Carla Suárez Navarro | 6-3, 7-61    | 1 h 30 min |
| 26 octobre 2015 | Chan Hao-ching Chan Yung-jan          | Caroline Garcia Katarina Srebotnik    | 6-4, 7-65    | 1 h 49 min |
| 27 octobre 2015 | Chan Hao-ching Chan Yung-jan          | Bethanie Mattek-Sands Lucie Šafářová  | 6-2, 6-2     | 1 h 11 min |
| 27 octobre 2015 | Garbiñe Muguruza Carla Suárez Navarro | Caroline Garcia Katarina Srebotnik    | 7-5, 6-2     | 1 h 44 min |
| 29 octobre 2015 | Garbiñe Muguruza Carla Suárez Navarro | Chan Hao-ching Chan Yung-jan          | 7-5, 6-4     | 1 h 43 min |
| 29 octobre 2015 | Caroline Garcia Katarina Srebotnik    | Bethanie Mattek-Sands Lucie Šafářová  | 6-2, 3-0 ab. | 43 min     |

#### Classement
| Rang poule | Classement WTA Race | Équipe                                | Match(s) G-P | Set(s) G-P | Jeux G-P     |
| ---------- | ------------------- | ------------------------------------- | ------------ | ---------- | ------------ |
| 1          | 10                  | Garbiñe Muguruza Carla Suárez Navarro | 2-1          | 4-2 (67 %) | 35-29 (55 %) |
| 2          | 6                   | Chan Hao-ching Chan Yung-jan          | 2-1          | 4-2 (67 %) | 34-27 (56 %) |
| 3          | 6                   | Caroline Garcia Katarina Srebotnik    | 1-2          | 2-4 (33 %) | 26-28 (48 %) |
| 4          | 2                   | Bethanie Mattek-Sands Lucie Šafářová  | 1-2          | 2-4 (33 %) | 19-30 (39 %) |

### Tableau final
|  |                                       |            |                                       |            |                            |     |   |        |        |        |        |        |
|  | 1/2 finale                            | 1/2 finale | 1/2 finale                            | 1/2 finale | 1/2 finale                 |     |   | Finale | Finale | Finale | Finale | Finale |
|  |                                       |            | 1 h 23 min                            |            |                            |     |   |        |        |        |        |        |
|  |                                       |            |                                       |            |                            |     |   |        |        |        |        |        |
|  | Martina Hingis Sania Mirza            | (1)        | 6                                     | 6          |                            |     |   |        |        |        |        |        |
|  | Martina Hingis Sania Mirza            | (1)        | 6                                     | 6          | 1 h 6 min                  |     |   |        |        |        |        |        |
|  | Chan Hao-ching Chan Yung-jan          | (3)        | 4                                     | 2          |                            |     |   |        |        |        |        |        |
|  | Chan Hao-ching Chan Yung-jan          | (3)        | 4                                     | 2          | Martina Hingis Sania Mirza | (1) | 6 | 6      |        |        |        |        |
|  |                                       |            | 1 h 17 min                            |            | Martina Hingis Sania Mirza | (1) | 6 | 6      |        |        |        |        |
|  |                                       |            | Garbiñe Muguruza Carla Suárez Navarro | (8)        | 0                          | 3   |   |        |        |        |        |        |
|  | Garbiñe Muguruza Carla Suárez Navarro | (8)        | Garbiñe Muguruza Carla Suárez Navarro | (8)        | 0                          | 3   | 7 | 6      |        |        |        |        |
|  | Garbiñe Muguruza Carla Suárez Navarro | (8)        |                                       |            |                            |     | 7 | 6      |        |        |        |        |
|  | Andrea Hlaváčková Lucie Hradecká      | (7)        | 6                                     | 0          |                            |     |   |        |        |        |        |        |
|  | Andrea Hlaváčková Lucie Hradecká      | (7)        | 6                                     | 0          |                            |     |   |        |        |        |        |        |